# Teddy Boy (brano musicale)
Teddy Boy è un brano musicale di Paul McCartney, pubblicato sul suo eponimo album del 1970. Ne esiste una versione registrata da tutti e quattro i Beatles, inclusa sull'Anthology 3 del 1996.

## Il brano
Secondo Ernie Santosuosso del The Boston Globe, il testo della canzone descrive il modo in cui la relazione tra una madre vedova e il figlio ormai cresciuto viene distrutta dal nuovo rapporto sentimentale della madre con un altro uomo.

### Composizione
La canzone venne iniziata nel ritiro spirituale dei Beatles, a Rishikesh in India, sotto la guida del Maharishi Mahesh Yogi. Ci andò la band al completo, ma Paul McCartney, in quel momento assieme a Jane Asher, se ne andò dopo poco più di un mese, a fine marzo; erano arrivati tutti e quattro a metà febbraio. Il bassista non fu il primo ad andarsene: Ringo Starr, assieme alla moglie Maureen, partì a fine febbraio. Nello stage, vennero composte varie canzoni, fra cui Teddy Boy, la quale venne ultimata al ritorno in patria. John Lennon però non apprezzava il pezzo, per cui cercava di evitare una performance da parte del gruppo.

### La versione dei Beatles
I Beatles registrarono Teddy Boy in quattro occasioni differenti, durante le Get Back sessions. Fra i tanti brani provinati nelle sessioni per il 33 giri che poi diventerà Let It Be, ci furono anche All Things Must Pass, Jealous Guy nella sua versione embrionale denominata Just a Child of Nature, Gimme Some Truth, Something, Isn't It a Pity, Bily's Song di Billy Preston, ma anche le cover di Bésame mucho, Mailman, Bring Me No More Blues, Blue Suede Shoes ed altri.
La prima volta che il pezzo venne inciso risaliva alla prima decade di gennaio 1969; in quest'occasione, venne eseguito un breve frammento del brano. Il 24 dello stesso mese, invece, vennero registrate sei takes della canzone, la più lunga delle quali durava circa sei minuti. Il 25, dopo un gran numero di registrazioni di classici rock & roll, venne eseguita nuovamente la canzone, con un arrangiamento più sul rock. Quattro giorni dopo, ne vennero registrate altre due.  La versione pubblicata sull'Anthology 3 è un edit del nastro di sei minuti del 24 e della versione del 28. McCartney ha dichiarato che il gruppo non sembrava molto interessato nel registrare Teddy Boy, e di non saperne il motivo; ha anche affermato che John Lennon tentava di scherzarci sopra. Il direttore delle riprese del film Let It Be, Michael Lindsay-Hogg, disse di considerare la canzone come un pezzo potenziale da mettere nel film, riprendendo la band che lo suonava, ma il progetto venne accantonato, e mai più ripreso.
Un primo mixaggio mono venne realizzato da Glyn Johns, basandosi sulla performance del 24, dato che il tecnico considerava Teddy Boy un potenziale brano per Get Back. Anche Phil Spector, il 25 marzo, basandosi sulla versione del 25, creò il mixaggio, stavolta stereo, della canzone; un altro mix, sempre fatto da Spector lo stesso giorno, durava 3'10".

### La versione di Paul McCartney
La traccia Teddy Boy venne pubblicata come decima sull'LP McCartney, pubblicato nella seconda metà di marzo 1970. Una parte delle voci, la chitarra ed il basso elettrico vennero registrate nel suo studio casalingo al numero 7 di Cavendish Avenue a Londra. In seguito venne trasferito nel registratore ad 8 piste dei Morgan Studios, dove vennero eseguite alcune sovraincisioni, fra cui le parti vocali di Linda. Stephen Thomas Erlewine ha considerato Teddy Boy come un pezzo sgangherato.

## Formazione

### La versione suMcCartney
- Paul McCartney: voce, chitarra, basso elettrico, batteria
- Linda McCartney: cori[3]

### La versione sull'Anthology 3
- Paul McCartney: voce, chitarra acustica
- John Lennon: voce
- George Harrison: chitarra solista
- Ringo Starr: batteria[2]